# 青島地域自治区

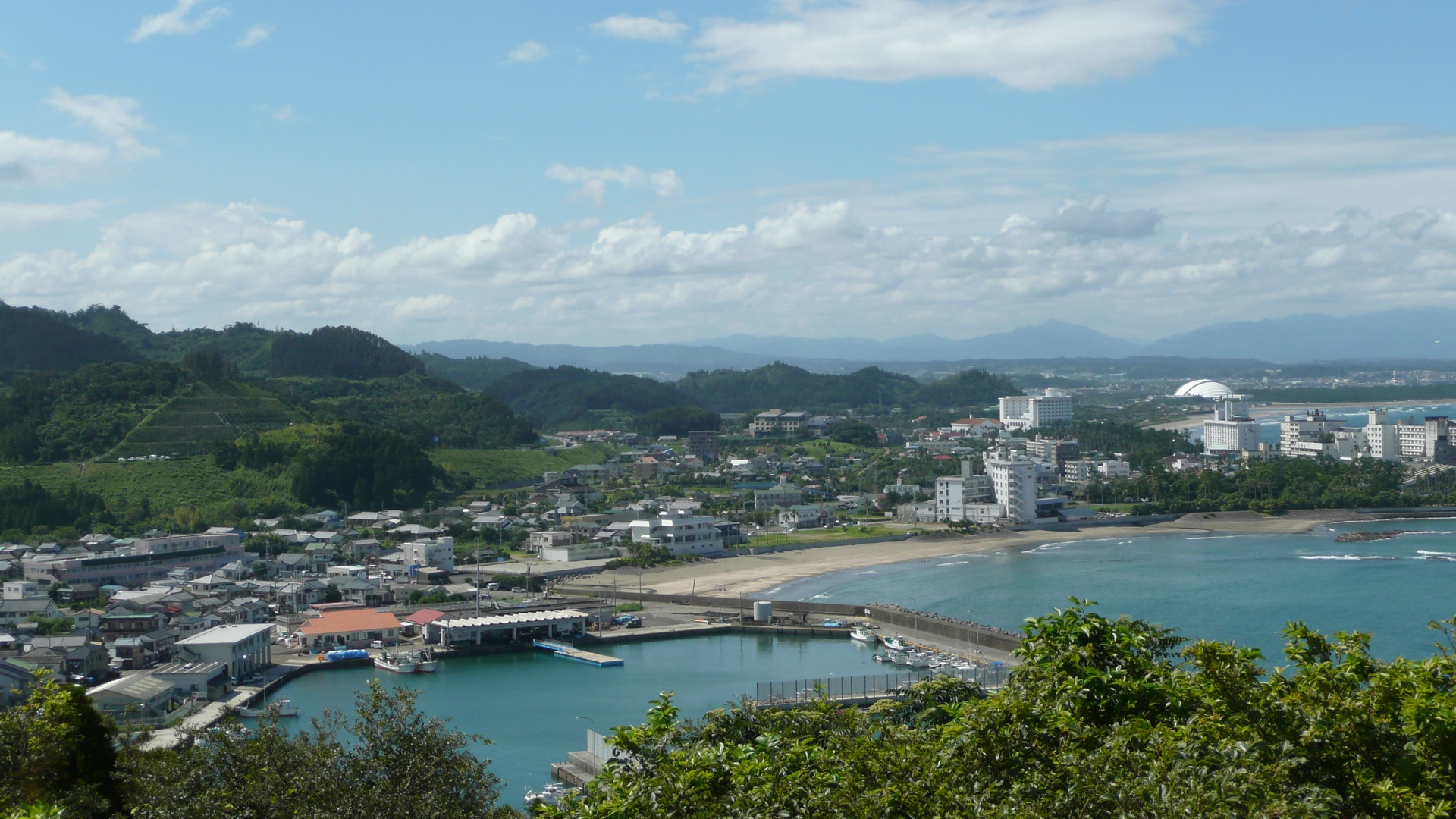
城山から見た青島地区

青島地域自治区（あおしまちいきじちく）は、宮崎県宮崎市の地域自治区の一つ。市の南端に位置し、地域自治区のうち最も人口が少ない。本項では同区域にかつて所在した宮崎郡青島村（あおしまそん）についても述べる。

## 地理
東端は日向灘に面している。
沿岸部は青島・日南海岸など観光・レジャーエリアとなっている。
内陸部は鰐塚山地の山々が広がっている。

### 町域
- 青島一丁目〜六丁目
- 青島西一丁目・二丁目
- 大字内海
- 大字折生迫

## 歴史
- 1889年（明治22年）5月1日 - 町村制の施行により、北那珂郡折生迫村・内海村の区域をもって青島村が発足。
- 1896年（明治29年）4月1日 - 郡の統合により青島村の所属郡が宮崎郡に変更[1]。
- 1951年（昭和38年）3月25日 - 青島村が宮崎市に編入。
- 2006年（平成18年）1月1日 - 旧・青島村が青島地域自治区となる。

## 地域

### 教育
- 宮崎市立青島小学校
- 宮崎市立内海小学校
- 宮崎市立青島中学校

### 文化施設
- 青島公民館

## 交通

### 鉄道
- 日南線
  - 青島駅 - 折生迫駅 - 内海駅 - 小内海駅

### 道路
- 国道220号

### 港
青島港と内海港があるが、漁港であり海上交通としては利用されていない。

## 名所・旧跡・観光スポット・祭事・催事
- 青島
  - 青島神社
    - 青島 海を渡る祭礼

  - 鬼の洗濯岩（鬼の洗濯板）
  - 青島亜熱帯植物園
- 日南海岸国定公園
  - 青島海水浴場
  - 堀切峠
  - 白浜海水浴場・白浜オートキャンプ場
  - 青島温泉

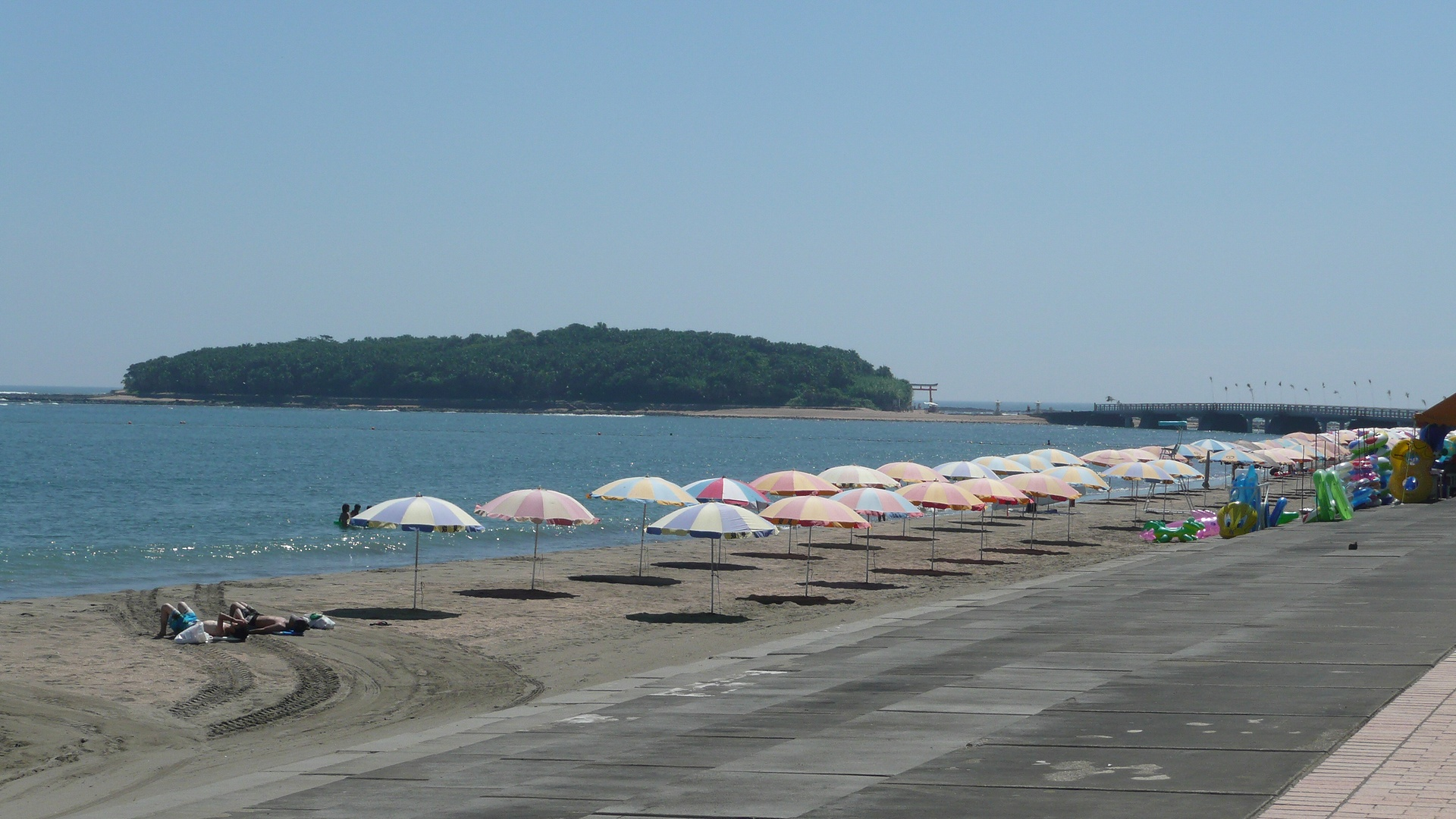
青島海水浴場

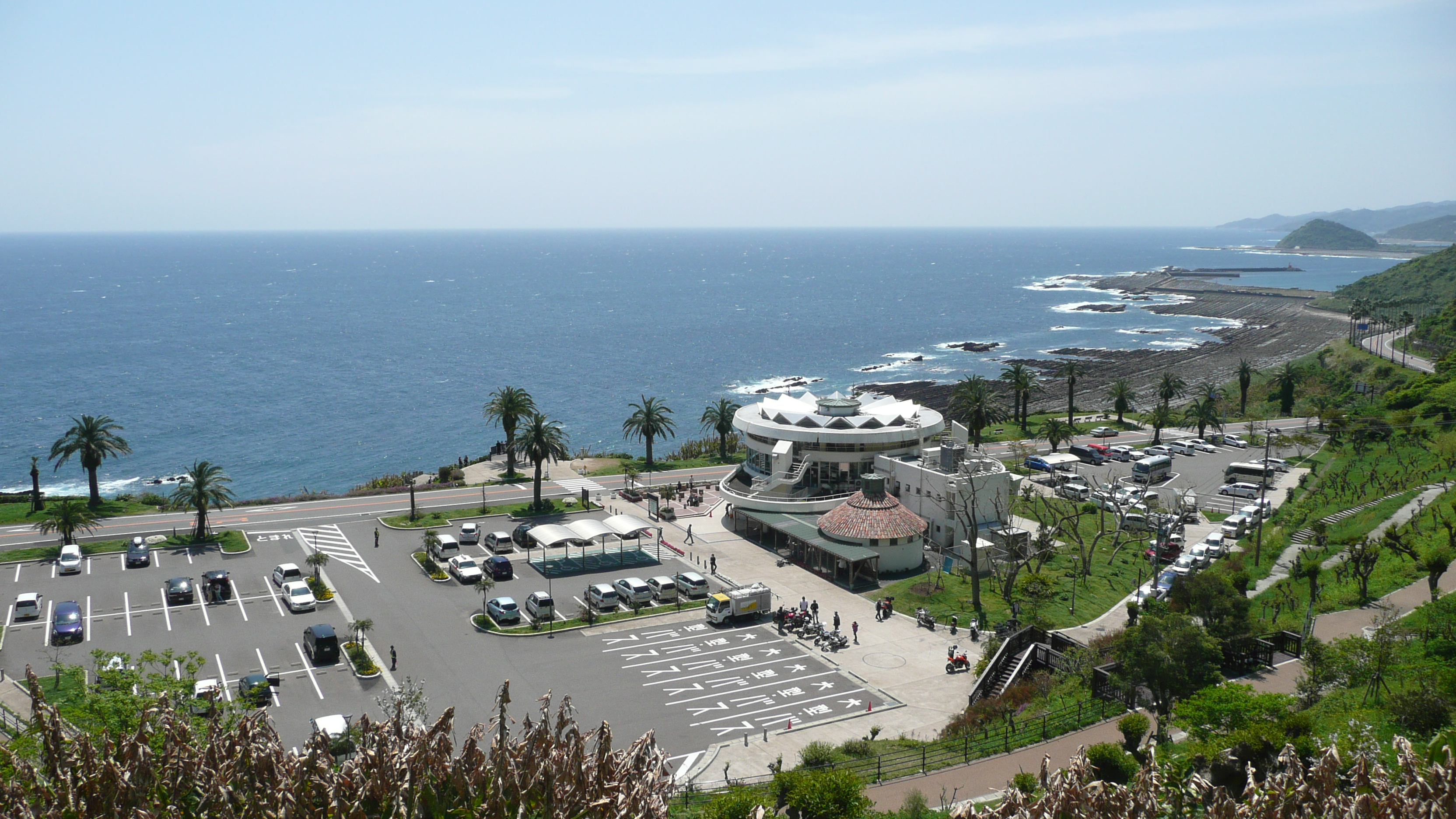
道の駅フェニックス

  - 道の駅フェニックス（旧フェニックスドライブイン）